# Otcovské pudy
Otcovské pudy (v anglickém originále The Dad-Feelings Limited) jsou 11. díl 32. řady (celkem 695.) amerického animovaného seriálu Simpsonovi. Scénář napsal Ryan Koh a díl režíroval Chris Clements. V USA měl premiéru dne 3. ledna 2021 na stanici Fox Broadcasting Company a v Česku byl poprvé vysílán 5. dubna 2021 na stanici Prima Cool.
Jako host v dílu účinkuje Dan Aykroyd jako pan Albertson, Bob Balaban jako vypravěč a Jenny Yokobori jako Kumiko.

## Děj
Komiksák a jeho manželka Kumiko Albertsonovi si užívají sváteční neděli, zatímco Marge a Homer Simpsonovi se účastní narozeninových oslav několika dětí. Manželé Simpsonovi po dětských oslavách hledají dospělou společnost – nechají děti Nedem Flandersem a jdou k Vočkovi na znalostní soutěž, ve spolupráci s Komiksákem a Kumiko vyhrávají první místo. Když Kumiko navštíví Marge, seznámí se s Maggie a uvědomí si, že touží po dítěti. Jakmile to sdělí svému manželovi, Komiksák oponuje, neboť mít v dnešní době dítě je podle něj nezodpovědnost.
Obě rodiny jdou na hřbitov, kde se promítají filmy. Simpsonovi děti přenechají Albertsonovým a jdou navštívit hrobku. Homer s Marge někdo v hrobce zamkne, čímž vystraší své kolemjdoucí děti, které vyžadují Komiksákovo utěšení. Ten však vystrašeně utíká ke svému otci, Sběrateli známek, neboť děti nedovede upokojit. Jelikož Komiksák opustil svou manželku Kumiko a ta je naštvaná, vypraví se Simpsonovi ke Sběrateli známek. Simpsonovi se zde seznamují s Komiksákovým dětstvím – jak mu chyběla láska otce a jak mu otec způsobil nejhorší den života při baseballu (neúčastí na zápase), kvůli čemuž se dostal ke komiksům. Jeho otec později po naléhání Marge přiznává, že na zápas nepřišel, protože by nevěděl, jak utěšit svého syna, kdyby zápas prohrál. Předává mu však míč podepsaný Komiksákovým hrdinou Sandym Koufaxem, který se mu dříve neodvážil předat. Sběratel známek se rozhodne si s Komiksákem zaházet. Poté se vrací Komiksák ke své ženě Kumiko a je připraven založit rodinu.

## Produkce

### Vývoj
Roku 2020 vydala stanice Fox Broadcasting Company osm propagačních obrázků.

### Původní znění
Dan Aykroyd jako host nadaboval v původním znění Sběratele známek, otce Komiksáka, Bob Balaban hostoval v roli vypravěče a Jenny Yokobori se objevila jako Kumiko, manželka Komiksáka.

### České znění
Režisérem českého znění byl Zdeněk Štěpán, díl přeložil Vojtěch Kostiha a úpravkyní dialogů Ladislava Štěpánová. Hlavní role nadabovali Vlastimil Zavřel, Martin Dejdar, Jiří Lábus a Ivana Korolová. České znění vyrobila společnost FTV Prima v roce 2021.

## Přijetí

### Sledovanost
Ve Spojených státech díl v premiéře sledovalo 1,89 milionu diváků.

### Kritika
Tony Sokol, kritik Den of Geek, napsal: „V 11. dílu 32. řady, se Simpsonovi vrací do minulosti, aby umožnili cestu do budoucnosti. Otcovské pudy jsou originální příběh odhalující smutný a osamělý příběh Komiksáka. Ne, není to prezentováno v rozdělené obrazovce a jeho [Komiksákova] super síla se ukazuje být jeho největší slabinou,“ a ohodnotil díl 4,5 hvězdičkami z 5.